# درخترلاند
درخترلاند (به هلندی: Drechterland) یک شهرستان در هلند است که در هلند شمالی واقع شده‌است. درخترلاند −۱ متر بالاتر از سطح دریا واقع شده‌است.